# Giovanni Noè
Giovanni Noè (Messina, 29 aprile 1866 – Messina, 28 dicembre 1908) è stato un avvocato, anarchico e politico italiano.

## Biografia
Durante e dopo aver compiuto gli studi tecnici, entra tra le file del radicalismo per poi passare a quelle anarchiche, le quali lo portano a collaborare con l'amico Francesco Lo Sardo e con lui, nel 1886, fonda il primo circolo anarchico di Messina intitolato ad Amilcare Cipriani.
Dopo esser diventato avvocato, fonda il fascio dei lavoratori di Messina e nel 1893 è eletto consigliere comunale ma viene presto accusato di cospirazione contro lo Stato e, dopo una breve latitanza, è arrestato nel 1894.
Aderisce in seguito, insieme ai promotori dei Fasci, al Partito Socialista ed è eletto alla Camera dei Deputati nell'anno 1900, per due legislature.
È tra le vittime del terremoto del 1908.